# Black Sun (album)
Black Sun è il quarto album in studio del gruppo musicale tedesco Primal Fear, pubblicato nel 2002 dalla Nuclear Blast.

## Tracce
1. Countdown to Insanity – 1:43
2. Black Sun – 4:02
3. Armageddon – 4:05
4. Lightyears from Home – 4:40
5. Revolution – 4:02
6. Fear – 4:20
7. Mind Control – 4:58
8. Magic Eye – 5:16
9. Mind Machine – 5:37
10. Silence – 4:39
11. We Go Down – 5:53
12. Cold Day in Hell – 4:10
13. Controlled – 3:36

## Formazione
- Ralf Scheepers - voce
- Henny Wolter - chitarra
- Stefan Leibing - chitarra
- Mat Sinner - basso, cori
- Klaus Sperling - batteria